# HD6619
HD6619 — хімічно пекулярна зоря спектрального класу A0, що має видиму зоряну величину в смузі V приблизно  6,6.
Вона  розташована на відстані близько 623,6 світлових років від Сонця.